# Tensor tensão de Piola-Kirchhoff
Os tensores tensão de Piola-Kirchhoff são tensores usados na teoria da elasticidade com deformações finitas para representar a tensão com respeito à configuração inicial não deformada. Isto contrasta com o tensor tensão de Cauchy usualmente usado para representar as tensões configuração deformada.
A teoria linear da elasticidade, devido à configuração deformada e a configuração não deformada serem praticamente iguais, permite usar o tensor tensão de Cauchy para representar as tensões na configuração inicial não deformada com muito boa aproximação. Entretanto, com grandes deformações este modo de proceder não é adequado, sendo em geral requerido o uso dos tensores de Piola-Kirchhoff. Existem dois tipos de tensores de Piola-Kirchoff:
- Primeiro tensor de Piola-Kirchoff, que é um tensor misto que relaciona a configuração inicial não deformada com as tensões na configuração deformada.
- Segundo tensor de Piola-Kirchoff.

Estes tensores recebem seu nome dos pesquisadores Gabrio Piola e Gustav Kirchhoff.

## 1otensor tensão de Piola-Kirchhoff
Ainda que no tensor tensão de Cauchy TC = (τij) relacionam-se as forças na configuração final deformada com as áreas da configuração final deformada, o primeiro tensor de Piola-Kirchhoff TR = (KIj) relaciona as forças na configuração final deformada com as áreas na configuração inicial não deformada (configuração material). As componentes deste tensor se relacionam com as do tensor de Cauchy mediante:
{\displaystyle T_{R}(\mathbf {X} )=det(\nabla F)T_{C}(\mathbf {x} )(\nabla F)^{-T}}
Onde {\displaystyle \nabla F\;} é o gradiente de deformação, que relaciona a configuração inicial não deformada e a configuração final deformada. Mais sensivelmente em componentes e usando em notação de Einstein, a relação anterior pode ser escrita como:
{\displaystyle K_{Ij}=\left|{\frac {\partial (X^{1},...,X^{3})}{\partial (x^{1},...,x^{3})}}\right|{\frac {\partial x^{i}}{\partial X^{I}}}\tau _{ij}}
Posto que este tensor relaciona magnitudes de diferentes sistemas coordenados é um tensor de "dois pontos" ou tensor misto. Em geral este tensor não será simétrico. Em uma rotação rígida as componentes deste tensor em geral não se manterão constantes. Este tensor é o "momento conjugado" do gradiente de deformação.

## 2otensor tensão de Piola-Kirchhoff
Ainda que o primeiro tensor de Piola-Kirchhoff TR relaciona forças na configuração final deformada com áreas na configuração inicial não deformada, o segundo tensor de Piola-Kirchhoff ΣR = (SIJ) relaciona forças e áreas sobre a configuração inicial não deformada, e portanto constitui um tensor ordinário (não misto).
As forças sobre a configuração inicial de referência se obtém projetando as forças sobre a configuração deformada, através de isomorfismo que relaciona ambas geometrias. A relação entre o segundo tensor de Piola-Kirchhoff e o tensor tensão de Cauchy vem a ser dado por:
{\displaystyle \Sigma _{R}(\mathbf {X} )=det(\nabla F)((\nabla F)^{-1})T_{C}(\mathbf {x} )(\nabla F)^{-T}}
Por definição além deste tensor, assim como o tensor tensão de Cauchy, é simétrico. A relação anterior expressa em componentes é simplesmente:
{\displaystyle S_{IJ}=\left|{\frac {\partial (X^{1},...,X^{3})}{\partial (x^{1},...,x^{3})}}\right|{\frac {\partial x^{i}}{\partial X^{I}}}{\frac {\partial x^{j}}{\partial X^{J}}}\tau _{ij}}
Se o material rota mediante uma "rotação rígida" sem alteração de forma e portanto sem alteração nas tensões, então as componentes do segundo tensor de Piola-Kirchhoff permanecem constantes durante esta rotação.
Este segundo tensor de Piola-Kirchhoff é o "momento conjugado" respectivo à energia total do tensor deformação de Green-Lagrange.